# Maurits Visser
Maurits Visser né le 8 juin 1995, est un joueur néerlandais de hockey sur gazon. Il évolue au poste de gardien de but au HC Bloemendaal et avec l'équipe nationale néerlandaise.

## Biographie
En tant que joueur de Bloemendaal Boys D1, Maurits Visser regardait Jaap Stockmann, son grand exemple à Bloemendaal, tous les dimanches. Il voulait une fois succéder à Stockmann dans le but sur 't Kopje. Il a réussi. Entre-temps, il est parti pour Den Bosch pour y mûrir et est retourné à Bloemendaal lorsque Stockmann a dit au revoir au hockey de haut niveau.
Lors de sa première année en tant que gardien de Bloemendaal, Visser est immédiatement devenu champion national en 2019. En raison des blessures des gardiens de but Pirmin Blaak et Sam van der Ven, il a dû défendre le but lors des matches de qualification olympique contre le Pakistan.

## Carrière
Il a fait ses débuts en équipe première le 15 février 2017 à Valence contre l'Espagne lors de la Ligue professionnelle 2019.

## Palmarès
- : 1er à l'Euro U21 en 2014.
- : 1er à l'Euro en 2021.
- : 1re à la Ligue professionnelle 2021-2022.
- : 3e à la Ligue professionnelle 2019.